# 95 (liczba)
95 (dziewięćdziesiąt pięć) – liczba naturalna następująca po 94 i poprzedzająca 96.

## W matematyce
- 95 jest liczbą półpierwszą[1]
- 95 jest liczbą deficytową[2]
- 95 jest liczbą bezkwadratową[3]
- 95 jest liczbą przylegającą[4]
- 95 jest liczbą Tabita[5]
- 95 jest palindromem liczbowym, czyli może być czytana w obu kierunkach, w pozycyjnym systemie liczbowym o bazie 18 (55)
- 95 należy do pięciu trójek pitagorejskich (57, 76, 95), (95, 168, 193), (95, 228, 247), (95, 900, 905), (95, 4512, 4513).

## W nauce
- liczba atomowa ameryku (Am)
- galaktyka NGC 95
- obiekt na niebie Messier 95
- planetoida (95) Arethusa
- małe ciało Układu Słonecznego 95P/Chiron

## W kalendarzu
95. dniem w roku jest 5 kwietnia (w latach przestępnych jest to 4 kwietnia). Zobacz też co wydarzyło się w roku 95, oraz w roku 95 p.n.e.

## W Biblii
- 95 synów Gibbara powróciło z niewoli babilońskiej (Ezd 2,20[6])[7]
- 95 synów Gibeona powróciło z niewoli babilońskiej (Ne 7,25[6])[7]